# Elina Ramilewna Galijewa
Elina Ramilewna Galijewa (russisch Элина Рамилевна Галиева; * 23. November 1984) ist eine russische Skeletonpilotin und Bobfahrerin.
Die in Ufa lebende Galijewa ging im November 2007 erstmals im Skeleton-Europacup der Saison 2007/08 an den Start, nachdem sie im Jahr 2006 mit diesem Sport begonnen hatte. Dabei gelang ihr auf Anhieb ein achter Rang, dieses Resultat konnte sie in diesem Winter wiederholen. Außerdem wurde sie bei einem lokalen Rennen Vierte und verpasste nur knapp das Podest. Insgesamt schaffte Galijewa im Europacup 2007/08 drei Top-10-Platzierungen und wurde Gesamtachte, weswegen sie im November 2008 auch erstmals für den Weltcup nominiert wurde. Beim Saisonauftakt in Winterberg erreichte sie einen 21. Rang und fuhr so um einen Rang am zweiten Lauf vorbei. Aufgrund dieses guten Ergebnisses erhielt sie ihre ersten Weltcuppunkte.
Im Winter 2007/2008 startete sie als Anschieberin von Daria Titlowa in Europacup-Wettbewerben des Zweierbobs und nahm auch im Februar 2008 an den Juniorenweltmeisterschaften teil, dort belegte sie den zwölften Platz.